# Krzaki (Lubcza)
Krzaki – część wsi Lubcza w Polsce, położona w województwie świętokrzyskim, w powiecie jędrzejowskim, w gminie Wodzisław.
W latach 1975–1998 Krzaki należały administracyjnie do województwa kieleckiego.